# Liste der Oberbürgermeister von Dresden

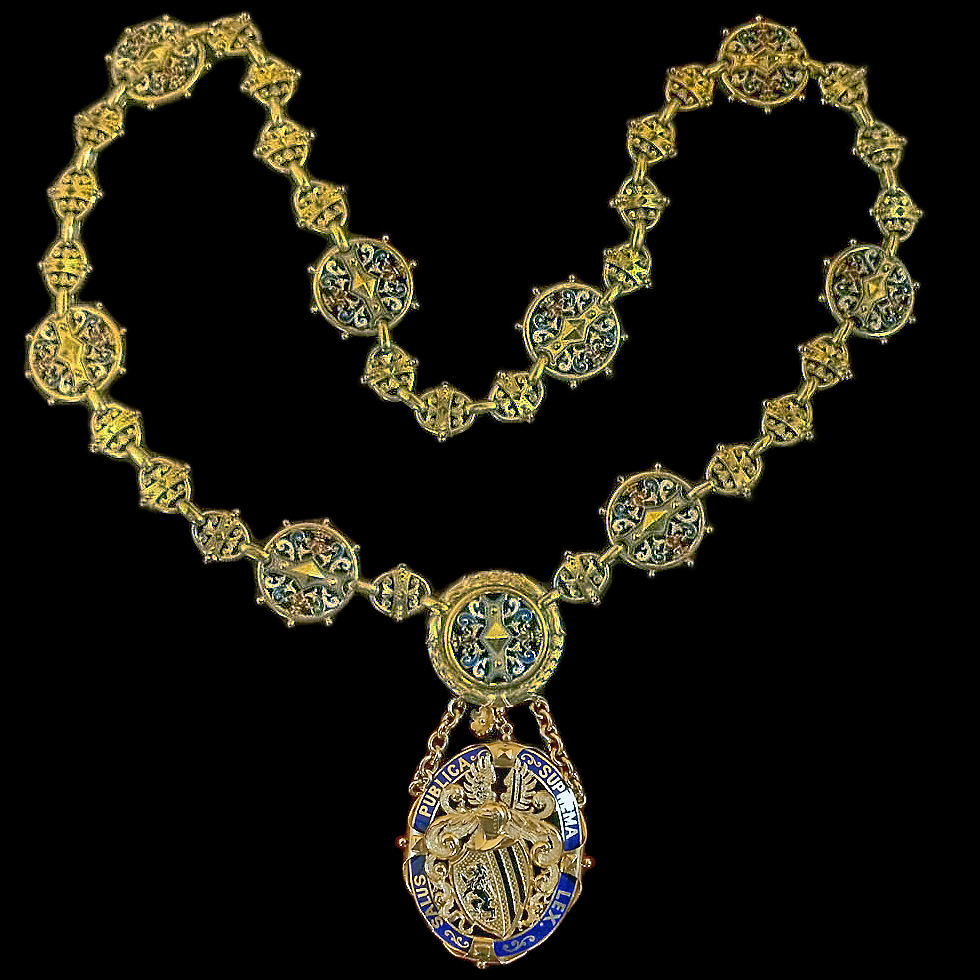
Die Amtskette des Oberbürgermeisters

Die Liste der Oberbürgermeister von Dresden zeigt die Inhaber des Amtes des Bürgermeisters von Dresden seit 1292 auf, deren Bezeichnung früher lediglich Bürgermeister war.
Der erste nachweisbare Name eines Dresdner Bürgermeisters ist Hermanus von Blankenwalde aus dem Jahr 1292. Der Bürgermeister wurde jährlich neu vom Rat der Stadt bestimmt. Diesem gehörten im Mittelalter 19 Personen, darunter 11 Ratsherren und 7 Schöffen an. Diese entstammten meist einem kleinen Kreis vornehmer Familien und wählten in der Regel eine Person, die bereits zuvor dem Rat angehört hatte. Bis 1517 erfolgte die Wahl vor Weihnachten. Die Amtszeit begann am 6. Januar des Folgejahres. Herzog Georg legte den Wahltermin 1518 auf Ostern und die Amtszeit begann zu Walpurgis. Ab 1599 fand die Ratswahl nach den Ostertagen statt. Von 1399 an war es zudem üblich, eine Bestätigung des neugewählten Rates durch den Landesherrn einzuholen. Erst 1831 wurde dieses Verfahren aufgegeben.
Nach der Ratsordnung von 1470 gab es ab dieser Zeit stets einen regierenden und zwei ruhende Stadträte. Derselbe Rhythmus galt auch für die drei gewählten Bürgermeister. So wechselten diese auch immer in der Reihenfolge regierender – beisitzender – ruhender Bürgermeister. 1517 wurde die alte Ratsordnung durch eine neue Ratsverfassung abgelöst, welche mit einigen Veränderungen bis 1832 gültig blieb. Der Rat bestand fortan aus 21 auf Lebenszeit gewählten Personen, welche sich jeweils in der Regierung abwechselten. Dem für ein Jahr bestimmten regierenden (sitzenden) Rat gehörten immer 12 Ratsherren an, von denen jeweils zwei sowie der Bürgermeister in das Folgejahr wechselten. Nur bei schwerwiegenden Verstößen, Verarmung oder Wegzug aus Dresden endete die Ratsmitgliedschaft, sonst erst mit dem Tod. Bis 1832 sind mindestens 125 Bürgermeister namentlich bekannt.
Seitdem Dresden 1853 die Marke von 100.000 Bewohnern überschritten hat, gibt es den Titel des Oberbürgermeisters.
| Amtszeit                                                         | Name                                                | Bemerkung |
| ---------------------------------------------------------------- | --------------------------------------------------- | --- |
| 1292                                                             | Hermanus von Blankenwalde                           | auch Hermannus, erster namentlich nachweisbarer Bürgermeister |
| 1296                                                             | Jacobus dictus magnus                               | |
| 1301, 1303, 1307                                                 | Theodericus Berner                                  | nach diesem Ratsherrngeschlecht wurde die Bernerstraße benannt |
| 1308, 1309                                                       | Ditherich Berner                                    | |
| 1310, 1311                                                       | Johannes de Lyndech (Lindech)                       | |
| 1315, 1316, 1317                                                 | Theodoricus Buling                                  | nur mit Vornamen in der Urkunde vom 7. Januar 1315 erwähnt, 1316 als Tice Bulinc |
| 1318                                                             | Losemannus                                          | nur mit Einzelnamen erwähnt |
| 1328, 1329, 1332                                                 | Nicolaus Monetarius                                 | latinisiert, aus der Familie Münzmeister |
| 1337                                                             | Hannus (Hans) von Wylenstorf                        | |
| 1352                                                             | Andreas de Maydeburg                                | |
| 1354                                                             | Ticzce Helwic                                       | |
| 1362, 1375, 1380                                                 | Henczil Hokindorf (Hencil Hoykindorf)               | |
| 1371                                                             | Bulingus                                            | |
| 1373, 1379                                                       | Frantze Kuczinrade (Francze Kuczinrade, Koczinrode) | |
| 1376                                                             | Tycze Buling                                        | |
| 1387, 1394                                                       | Heinrich (Hannus) Jokerim                           | 1387 als Heinrich, 1394 als Hannus Jokerim erwähnt, beide dürften jedoch identisch sein |
| 1392, 1400, 1403, 1406                                           | Lorenz Busmann (Lorencz Busmann)                    | Busmannstraße in Mockritz |
| 1395, 1398, 1401                                                 | Hans Buling                                         | |
| 1396                                                             | Petir Berner (Peter Berner)                         | zuvor von 1380 bis 1395 Stadtschreiber |
| 1397                                                             | Nicolaus Hertil                                     | |
| 1399, 1402, 1408, 1410                                           | Nicolaus (Nigkel) Hoykendorff                       | |
| 1404, 1407, 1411, 1416, 1419, 1423, 1428, 1432, 1435             | Hannus (Hans) Czugczk (Czugczyk)                    | |
| 1405, 1409, 1412, 1415, 1417                                     | Mertin Kynast (Kinast)                              | |
| 1413, 1429                                                       | Thomas der alte Stadtschreiber                      | zuvor von 1396 bis 1412 Stadtschreiber |
| 1414, 1418, 1420, 1422, 1425, 1432                               | Paulus Goudeler (Pauel Goideler)                    | |
| 1421, 1426                                                       | Niclas Romchin                                      | nach diesem Ratsherrngeschlecht wurde die Römchenstraße benannt |
| 1424, 1427, 1430, 1433, 1437                                     | Nicolaus Tirmann (Thirmann)                         | zuvor von 1413 bis 1424 Stadtschreiber, Tirmannstraße in Kleinpestitz |
| 1431, 1434, 1436, 1440, 1443, 1448                               | Hans Radeberg                                       | zuvor 1424–1428 Stadtschreiber, 1448 vor Amtsantritt verstorben |
| 1438, 1441, 1444, 1447, 1450, 1453                               | Nicolaus Münzmeister                                | nach diesem Ratsherrngeschlecht wurde die Münzmeisterstraße benannt |
| 1439, 1442, 1445, 1451, 1454                                     | Johann Questwicz                                    | 1448 nach dem Tod von Hans Radeberg regierender Bürgermeister |
| 1446, 1449, 1452, 1455, 1458                                     | Hans Münzmeister                                    | |
| 1456, 1459, 1468                                                 | Hans Kotericzsch (Koderitzsch)                      | zuvor kurfürstlicher Vogt in Tharandt |
| 1457, 1460                                                       | Nickel Proles                                       | |
| 1461                                                             | Nickel Schonyrst (Schonhirst)                       | |
| 1462, 1466                                                       | Vincencius Romchen                                  | |
| 1463                                                             | Lorenz Vogil                                        | |
| 1464, 1467, 1470, 1473, 1476, 1479, 1482, 1485                   | Lucas Feist                                         | |
| 1465, 1469, 1471, 1474, 1477, 1480, 1483                         | Hans Francke                                        | zuvor Stadtschreiber |
| 1472, 1475, 1478                                                 | Claus von Czyl                                      | |
| 1481, 1484, 1487, 1490                                           | Johannes Huffener                                   | nach seiner beruflichen Tätigkeit auch Johannes Apotheker genannt |
| 1486, 1489, 1492, 1495                                           | Nickel Seidel                                       | |
| 1488, 1491, 1494, 1497, 1500                                     | Symon Werchaw (Simon Werchau)                       | 1460 Bürgermeister von Altendresden |
| 1493                                                             | Hans von Carlowitz (Hans Karlewitz, Karlewicz)      | |
| 1496, 1499, 1502                                                 | Hans Schmeißer (Smeysser)                           | Gewandschneider |
| 1498                                                             | Bastian Jost (Jobst)                                | |
| 1501, 1504                                                       | Heinrich Kannengießer                               | Geschützgießer |
| 1503, 1506, 1510, 1513, 1516, 1519, 1522                         | Donat Conrad (Donatus Conradi)                      | |
| 1505, 1508, 1509, 1512, 1515                                     | Matthes Koler                                       | |
| 1507                                                             | Jacof Crewl                                         | Seidensticker |
| 1511, 1514, 1517                                                 | Martin Schreyer                                     | |
| 1518, 1521, 1524, 1527, 1530, 1533, 1536, 1539                   | Greger Byner                                        | Schneider |
| 1520, 1523                                                       | Hans Hanstein                                       | |
| 1525, 1528                                                       | Magister Wenceslaus Nawmann                         | 1518–1526 Stadtschreiber, ab 1533 in kurfürstlichen Diensten in Freiberg |
| 1526, 1529, 1532, 1535, 1538, 1541, 1544                         | Hans Gleinig                                        | Kaufmann |
| 1541–1550                                                        | Wolf Fischer                                        | Bürgermeister von Altendresden (1550 eingemeindet), danach in den Dresdner Rat aufgenommen |
| 1531, 1534, 1537, 1540, 1543, 1546–1549                          | Peter Byner (Behner)                                | |
| 1542, 1545, 1551                                                 | Magister Theodoricus Lyndemann                      | Schulmeister der Kreuzkirche |
| 1552, 1555                                                       | Andreas Pfeilschmidt                                | |
| 1553                                                             | Michel Wedelich                                     | Handelsmann |
| 1554                                                             | Martin Heuseler                                     | 1526–1543 Oberstadtschreiber; Doktor beider Rechte |
| 1556, 1559, 1562, 1565                                           | Christoph Kentman                                   | Kürschner |
| 1557                                                             | Georg Ruger (Rüger)                                 | Kurfürstlicher Küchen- und Fischmeister |
| 1558                                                             | Jobst Kettwig (Kethwig)                             | 1543–1546 Oberstadtschreiber |
| 1560, 1563                                                       | Anton Thurler                                       | Kurfürstlicher Kammerdiener |
| 1561, 1564, 1566, 1569, 1572, 1575, 1578, 1581, 1584, 1587       | Hans Khun                                           | |
| 1567, 1570, 1573                                                 | Marcus Fuchs                                        | |
| 1568                                                             | Bastian Wick                                        | |
| 1571, 1574, 1577, 1580, 1583, 1586                               | Hans Walther                                        | Bildhauer |
| 1576, 1579, 1582, 1585, 1588                                     | Hans Hase                                           | Hammerwerksbesitzer in Dorfchemnitz |
| 1589, 1592, 1595, 1598, 1601, 1604                               | Hans Plansdorf                                      | wird willkürlich von Kurfürst als Bürgermeister eingesetzt |
| 1590, 1593, 1596                                                 | Magister Elias Vogel                                | Kurfürstlicher Lehnssekretär |
| 1591, 1594, 1597, 1600                                           | Bastian Kröß (Kreiß)                                | Kurfürstlicher Kammerdiener |
| 1599, 1602, 1605                                                 | Jonas Möstel                                        | Unterstadtschreiber |
| 1603, 1606, 1609, 1612, 1615, 1618                               | Jakob Lehmann                                       | Dresdner Bürgersohn |
| 1607, 1610, 1613, 1616                                           | Georg Bodecker                                      | kurfürstlicher Kammerschreiber |
| 1608, 1611, 1614, 1617, 1620, 1623, 1626, 1629, 1632, 1635, 1638 | Hans Hillger                                        | Büchsen- und Glockengießer |
| 1619, 1622, 1625, 1628, 1631, 1634, 1637, 1640                   | Siegmund Otto                                       | Jurist |
| 1621                                                             | Conrad Schäfer                                      | Handelsmann |
| 1624, 1627, 1630                                                 | Hans Jentzsch                                       | 1633 wegen schlechter Geschäftsführung abberufen |
| 1633, 1636, 1639                                                 | Paul Rötting                                        | zuvor Amtsbuchhalter des Heiligen Römischen Reiches |
| 1641, 1644, 1647, 1650                                           | Johann Werner                                       | Gastwirt |
| 1642, 1645, 1648, 1651                                           | Elias Jentzsch                                      | Stadtrichter |
| 1643, 1646, 1649                                                 | Veit Heymann                                        | Kurfürstlicher Stallschreiber |
| 1652, 1655, 1658, 1661, 1664                                     | Valentin Schäfer                                    | Handelsmann |
| 1653, 1656, 1659                                                 | Christian Schumann                                  | Schreiber |
| 1654                                                             | Salomon Voigt                                       | Kurfürstlicher Sekretär |
| 1657, 1660, 1663, 1666                                           | Christian Brehme                                    | Geheimer Kammerdiener, kurfürstlicher Bibliothekar, Dichter |
| 1662, 1665, 1668, 1671, 1674                                     | Michael Müller                                      | Notar |
| 1667, 1670, 1673, 1676                                           | Paul Zincke                                         | Goldschmied |
| 1669–1679                                                        | Matthäus Schlintzig                                 | Schiffshändler |
| 1677–1689                                                        | Georg Wiegner                                       | Notar |
| 1679–1680                                                        | Franz Jünger                                        | Steuereinnehmer |
| 1681–1693                                                        | Christoph Vogler                                    | kurfürstlicher Musterschreiber |
| 1682–1694                                                        | Gabriel Tzschimmer                                  | Tzschimmerstraße in Dresden-Striesen |
| 1689–1702                                                        | Philipp Strobel                                     | Jurist |
| 1696–1705                                                        | Johann Christian Schumann                           | Jurist |
| 1697–1715                                                        | Marcus Dornblüth                                    | Dornblüthstraße in Dresden-Striesen |
| 1704–1709                                                        | Johannes Schäfer                                    | Jurist |
| 1707–1744                                                        | Christoph Heinrich Vogler                           | Stadtrat in diesen Jahren und mehrfach Bürgermeister, Voglerstraße in Dresden-Striesen |
| 1708–1716                                                        | Beatus Ganzland                                     | wegen Verwendung öffentlicher Mittel 1716 aus dem Rat entlassen |
| 1715–1736                                                        | Georg Friedrich Steffigen                           | Kurfürstlicher Amtsschreiber |
| 1716–1719                                                        | Georg Heinrich Schrey                               | Advokat, 1719 mit Pension in Ruhestand, 1720 gestorben |
| 1719–1734                                                        | Johann Christian Schwarzbach                        | Advokat |
| 1733–1750                                                        | Burkhard Leberecht Behrisch                         | mehrfach Bürgermeister, Behrischstraße in Dresden-Striesen |
| 1738–1747                                                        | Gottlieb Ritter                                     | Advokat |
| 1744–1761                                                        | Christian Weinlig                                   | auch Christian Weinling, gab Ratssitz 1761 auf |
| 1748–1757                                                        | Carl Gustav Strauch                                 | trat 1757 zurück |
| 1752–1754                                                        | Ernst Christian Hübner                              | Kurfürstlicher Sekretär |
| 1755–1760                                                        | Carl Samuel Freyberg                                | Advokat |
| 1757–1759                                                        | Christian Gottlieb Schwartzbach                     | Jurist |
| 1759–1783                                                        | Christoph Bormann                                   | Advokat, baute 1779 Gasthof am Neumarkt, verzichtete 1773 auf Amt |
| 1762–1766                                                        | Heinrich Abraham Hilbert                            | Advokat |
| 1763–1766                                                        | Johann Gottfried Hauschild                          | Advokat |
| 1767–1773                                                        | Friedrich Bergmann                                  | Bergmannstraße in Dresden-Striesen |
| 1768–1769                                                        | Johann Gottfried Otto                               | Advokat |
| 1771–1784                                                        | Friedrich Glasewaldt                                | Glasewaldtstraße in Dresden-Striesen |
| 1774–1784                                                        | Christian Friedrich Fleischer                       | Advokat |
| 1784–1786                                                        | Friedrich Benedikt S. Seyfried                      | Advokat |
| 1785–1803                                                        | Johann August Otto                                  | Advokat, Syndikus |
| 1786–1805                                                        | Johann Wilhelm Axt                                  | Advokat |
| 1787–1812                                                        | Friedrich August Ermel                              | Ermelstraße in Dresden-Striesen |
| 1803–1814                                                        | Christian Gottfried Heyme                           | Advokat, 1814 zurückgetreten |
| 1807–1814                                                        | August Gottfried Clausnitzer                        | Advokat, 1814 zurückgetreten |
| 1813–1815                                                        | Johann August Beck                                  | Advokat |
| 1814–1832                                                        | Carl Christian Pohland                              | Pohlandstraße in Dresden-Striesen |
| 1815–1821                                                        | Gottlob Heinrich Schulz                             | Rechtskonsulent |
| 1816–1822                                                        | Friedrich Wilhelm Hermann                           | Advokat, 1806–1816 zugleich Syndikus |
| 1823–1836                                                        | Johann Georg Ferdinand Jacobi                       | letzter vom Stadtrat bestimmter Bürgermeister, Jacobistraße in Dresden-Striesen |
| 1832–1848                                                        | Karl Balthasar Hübler                               | Hüblerstraße und Hüblerplatz in Dresden-Striesen |
| 1848                                                             | Robert Siegismund Schanz                            | |
| 1849–1877                                                        | Friedrich Wilhelm Pfotenhauer                       | ab 1853 erster Oberbürgermeister, Pfotenhauerstraße in Dresden-Johannstadt |
| 1877–1895                                                        | Paul Alfred Stübel (NLP)                            | Stübelallee in Dresden-Johannstadt und Stübelplatz (heute Straßburger Platz) |
| 1895–1915                                                        | Gustav Otto Beutler (DkP)                           | Beutlerpark in Dresden-Südvorstadt |
| 1915–1931                                                        | Bernhard Blüher (DVP)                               | Blüherstraße und Blüherpark in Dresden-Pirnaische Vorstadt |
| 1931–1933                                                        | Wilhelm Külz (DDP)                                  | Dr.-Külz-Ring in Dresden-Innere Altstadt |
| 1933–1937                                                        | Ernst Zörner (NSDAP)                                | |
| 1937–1940                                                        | Rudolf Kluge (NSDAP)                                | Hatte das nach der Entlassung Zörners drei Jahre unbesetzte Amt als Erster Stellvertreter nur kommissarisch inne |
| 1940–1945                                                        | Hans Nieland (NSDAP)                                | |
| 1945                                                             | Adalbert Wolpert (NSDAP)                            | lediglich in den Monaten März & April |
| 1945                                                             | Rudolf Friedrichs (SPD)                             | Einsetzung durch die sowjetische Besatzungsmacht, die Carolabrücke in Dresden hieß zur Zeit der DDR Dr.-Rudolf-Friedrichs-Brücke |
| 1945–1946                                                        | Johannes Müller (parteilos)                         | |
| 1946                                                             | Gustav Leißner (SPD/SED)                            | |
| 1946–1958                                                        | Walter Weidauer (SED)                               | |
| 1958–1961                                                        | Herbert Gute (SED)                                  | |
| 1961–1986                                                        | Gerhard Schill (SED)                                | |
| 1986–1990                                                        | Wolfgang Berghofer (SED/SED-PDS)                    | |
| 1990–2001                                                        | Herbert Wagner (CDU)                                | |
| 2001–2008                                                        | Ingolf Roßberg (FDP)                                | Angetreten für Initiative OB für Dresden e. V. Ab Mai 2006 durch Lutz Vogel (parteilos) als amtierenden Oberbürgermeister vertreten. |
| 2008–2015                                                        | Helma Orosz (CDU)                                   | Zwischen Februar 2011 und März 2012 sowie ab April 2015 durch Dirk Hilbert (FDP) als amtierenden Oberbürgermeister vertreten. |
| seit 2015                                                        | Dirk Hilbert (FDP)                                  | - 2015 angetreten für Unabhängige Bürger für Dresden e. V., im ersten Wahlgang unterstützt durch FDP und Freie Wähler und im zweiten Wahlgang auch durch CDU und AfD. - 2022 angetreten für Unabhängige Bürger für Dresden e. V., im zweiten Wahlgang wiedergewählt, in beiden Wahlgängen unterstützt durch FDP und CDU |